# Кольонія-Пожджениці
Кольонія-Пожджениці (пол. Kolonia Pożdżenice) — село в Польщі, у гміні Зелюв Белхатовського повіту Лодзинського воєводства.
Населення — 115 осіб (2011).
У 1975-1998 роках село належало до Пйотрковського воєводства.

## Демографія
Демографічна структура станом на 31 березня 2011 року:
|          | Загалом | Допрацездатний вік | Працездатний вік | Постпрацездатний вік |
| -------- | ------- | ------------------ | ---------------- | -------------------- |
| Чоловіки | 63      | 11                 | 46               | 6                    |
| Жінки    | 52      | 5                  | 40               | 7                    |
| Разом    | 115     | 16                 | 86               | 13                   |